# Xian de Nancha
Le Xian de Nancha (chinois simplifié : 南岔县 ; pinyin : Nánchà xiàn) est une subdivision administrative de la province du Heilongjiang en Chine. Il est placé sous la juridiction de la ville-préfecture de Yichun.